# Nuit Apache
Nuit Apache est un 45 tours du groupe musical Bérurier Noir sorti en Espagne en 1988 sur le label Oihuka.

## Historique

### Production
Ce disque est une production destinée spécifiquement à l’Espagne. On y retrouve deux morceaux du groupe parus l’année précédente sur l’album Abracadaboum : Nuit apache (sur la face A) et Jim la Jungle (sur la face B).
Le fait que ce 45 tours espagnol de Bérurier Noir paraisse sur le label basque Oihuka s’explique par la proximité entre Bondage (label des Bérurier Noir) et Oihuka. C’est en effet Bondage qui à cette époque édite les disques de Kortatu (groupe phare de Oihuka) en France (via sa section Bondage international) tandis que Oihuka sort en juin 1988 une compilation des groupes Bondage en Espagne (sur laquelle là aussi figure Bérurier Noir).

### Textes
Les textes sont inspirés des Mémoires de Géronimo, ouvrage publié en 1906 et de la pratique du karaté par François Guillemot, le chanteur du groupe. Des allusions aux apaches parisiens du début du XXe siècle et à la zone entourant Paris jusqu'aux années 1950s ont également présentes.

## Liste des titres
Face A
- Nuit Apache

Face B
- Jim La Jungle